# 国鉄モハ14形電車
モハ14形は、かつて日本国有鉄道（国鉄）に在籍した電車である。
1953年（昭和28年）6月1日に施行された車両形式称号規程改正により、車体長17m級2扉クロスシートの三等電動車に与えられた形式で、以下の2形式3種が編入された。
1. 14001 - 14045（欠番あり） : 1930年（昭和5年）、1931年（昭和6年）に横須賀線用に製造された32系の電動車、モハ32形を改番したもの。詳細は国鉄32系電車を参照。
2. 14100, 14101 : 1944年（昭和19年）に身延線用として木造電車の鋼体化改造により製作されたモハ62形を改番したもの。詳細は、国鉄62系電車 (初代)を参照。
3. 14110, 14111, 14114, 14116 : 1950年（昭和25年）および1954年（昭和29年）にモハ30形（モハ11形）の中央扉を埋め込み、クロスシート化したモハ62形（62011 - ）を改番したもの。詳細は、国鉄62系電車 (初代)#30系からの改造編入車を参照。

1959年（昭和34年）6月1日に施行された車両形式称号規程改正により、モハ14形はクモハ14形に改称された。同年12月に行なわれた番号整理により、旧モハ32形のグループは普通屋根車（14000 - 14014）と低屋根車（14800 - 14823）の区分と通番整理が行なわれた。詳細は、国鉄32系電車#1959年12月形式番号整理による変更を参照。